# Липа, Юрий Иванович
Ю́рий Ива́нович Ли́па (укр. Юрій Іванович Ли́па (согласно альтернативно версии — Георгий Андреевич Геращенко), 5 мая 1900, Одесса — 20 августа 1944, с. Шутова (ныне Яворовского района Львовской области Украины) — украинский общественно-политический деятель, писатель, поэт, публицист, врач, автор украинской геополитической концепции, один из основных идеологов украинского национализма.

## Биография
Отцом Юрия был выдающийся украинский писатель, врач и борец за независимость Украины Иван Липа — комиссар Одессы от Центральной Рады, министр культов и вероисповеданий Директории УНР и автор проекта её первой Конституции, министр здоровья правительства УНР в изгнании.
По другой версии он родился в семье Андрея и Елизаветы Геращенко под именем Георгий. В 1910 году был усыновлен с изменением ФИО бездетной четой общественного деятеля Ивана Липы и его жены Марии Шепель-Шепеленко. Учился в гимназии № 4 Одессы. Затем поступил на юридический факультет Новороссийского (Одесского) университета.
После провозглашения Украинской Народной Республики в 1917 году вступил добровольцем в 1-й пластунский курень Гайдамацкой дивизии, принимал участие в сражениях с большевиками и белогвардейцами в Одессе в 1917—1918 годах. Затем вместе с приемным отцом перебрался в Киев.
С лета 1919 года учился на юридическом факультете Каменец-Подольского университета.
Под натиском Красной Армии, осенью 1920 года вместе с отцом эмигрировал в Польшу, где жил в Познани, Львове и Варшаве.
В 1920-х годах участвовал в деятельности Союза украинской молодёжи, организации литературного объединения «Сонцесвит». В 1929 году окончил медицинский факультет Польского университета в Познани, позже стажировался в Данциге. В 1928 году прошёл одногодичный курс обучения в Школе войсковых подхорунжих польской армии, после в 1929 году окончил Высшую школу политических наук при Варшавском университете, где изучал политические и экономические дисциплины.
С начала 1930-х годов занимался врачебной практикой в Варшаве. Являясь активным участником украинской общественно-политической жизни, проводил националистическую пропагандистскую работу среди украинских студентов, участвовал в создании научно-аналитических и издательских структур, близких к националистическим организациям.
С начала 1930-х годов занимался литературно-публицистической деятельностью. Вместе с Евгением Маланюком создал литературную группу «Танк», ответвление «пражской поэтической школы», печатался в многочисленных периодических изданиях. После начала 2 мировой войны жил в Варшаве. Там он вместе с Львом Быковским и Иваном Шовгенивым в 1940 году образуют так называемый «Украинский Черноморский институт» — научно-исследовательское учреждение изучения политических и экономических проблем, которые встанут перед Украиной после обретения независимости. В течение 1940—1942 годов ими было выдано 40 актуальных работ. Целью ученых было после восстановления Украинского государства и перенесение Черноморского института в Одессу, чтобы он стал мощным центром научных исследований во многих областях. С этой целью Юрий Липа в 1942 приезжал в Одессу, где сумел организовать издание нескольких научных сборников. Однако война не позволила завершить задуманное.
Липа поддерживал активные контакты с другими националистическими организациями, в частности, с обеими ветвями ОУН, а также с «Полесской Сечью» Тараса Бульбы-Боровца. В 1943 году, когда во Львове формировалась дивизия СС «Галичина», ему предлагали вступить в её ряды. Однако такой шаг означал бы однозначный разрыв с ОУН-Бандеры и УПА, эмиссары которых часто посещали Липу в Варшаве и получали от него советы по ведению агитационной работы. В конфликт между двумя ветвями ОУН Липа предпочел не лезть. В мае 1943 года польские повстанцы из Армии Крайовой предъявляют Юрию ультиматум: под страхом смерти он должен покинуть Варшаву. Он переезжает на территорию оккупированной Украины, в Яворов (теперь Львовская область).
В этот период активизируются его связи с боевым крылом ОУН — Украинской повстанческой армией. Работая врачом, Липа организовал подпольные курсы по подготовке медицинских кадров для УПА, готовил тексты листовок и воззваний к населению и немецким солдатам. С июля 1944 года — инструктор первой Старшинской школы УПА в Карпатах. Вошел в состав Украинского Главного Освободительного Совета в июле 1944.
19 августа 1944 года был задержан подразделением НКВД и на следующий день расстрелян. Похоронен в селе Бунов, Яворовского района. Приказом ГВШ УПА ч. 3/45 от 10 октября 1945 Юрию Липе присвоено звание полковника УПА с датой старшинства 21.08.1944.

## Творчество
Дебют поэта Липы относится к 1919. Со временем появляются поэтические сборники:
- «Светлость» / Світлість (1925),
- «Суровость» / Суворість (1931),
- «Верую» / Вірую (1938).

Из прозаических произведений наиболее известны его роман «Казаки в Московии» (1931), сборник новелл «Блокнот» (1936—37), сборник литературоведческих эссе «Бой за украинскую литературу» (1935), работы по медицине «Фитотерапия» (1933) и «Лекарства под ногами» (1943).
Наиболее известными в творческом наследии Липы являются публицистические работы, посвященные общественно-политической тематике:
- «Украинская эпоха» (укр. Українська доба) (1936)
- «Украинская раса» (укр. Українська раса) (1938)
- «Предназначение Украины» (укр. Призначення України) (1938)
- «Солидаризм расы» (укр. Солідаризм раси) (1938)
- «Черноморская доктрина» (укр. Чорноморська доктрина, 1940, 1942, 1947)
- «Разделение России» (укр. Розподіл Росії, 1941, 1954) и др.

В своих публицистических работах Липа с позиций украинского националиста впервые определил стратегическую ось Украины Север-Юг, основные аспекты геополитического положения и интересов Украины, её населения, определил важность Чёрного моря и южного направления украинской экспансии, выдвинул идеи распада России на отдельные государства, а также идею существования украинской расы.

## Память
- Именем Ю. Липы названы улицы нескольких городов (Львов, Киев, Стрый и др).
- Именем Ю. Липы названа школа при Украинском культурном центре Торонто (Канада)
- Именем Ивана и Юрия Лип названа улица в Одессе (Украина)
- Именем Юрия Липы назван коммунальный областной госпиталь инвалидов войны и репрессированных во Львове (Украина)